# 6665 Kagawa
6665 Kagawa eller 1993 CN är en asteroid i huvudbältet som upptäcktes den 14 februari 1993 av den japanska astronomen Takeshi Urata vid Nihondaira-observatoriet. Den är uppkallad efter den japanska astronomen Tetsuo Kagawa.
Asteroiden har en diameter på ungefär 12 kilometer och den tillhör asteroidgruppen Eos.